# Логор Белзец
Логор Белзец био је нацистички немачки логор смрти у Белзецу код Лублина у Пољској, у коме је између марта 1942. и децембра 1942. убијено 434.508 људи
Скоро сви убијени у Белзецу били су Јевреји, а са њима и мањи број Пољака и Рома Само два Јеврејина су преживела боравак у логору: Рудолф Редер и Хаим Хирзман. Занемарљив број преживелих је разлог што се за овај логор мало зна и поред огромног броја жртава.

## Историја логора
Дана 13. октобра 1941. Хајнрих Химлер је наредио шефу лублинске полиције и бригаде СС Одилу Глобочнику да германизује регију око града Замошћ и да оснује први логор смрти у Генералном губернаторству код Белзеца. Ово место је изабрано из 3 разлога:
1. Налази се између Лублина и Галиције где је логор могао да служи елиминацији Јевреја из обе ове области.
2. Налази се на главној железничкој прузи између Лублина и Лавова.
3. Северну ивицу логора чинио је антитенковски јарак кога су ископали јеврејски принудни радници. Иако је ископан да има војну намену, коришћен је као огромна масовна гробница.

Логор је изграђен до марта 1942.
Кристијан Вирт и Готлиб Херинг постављени за директоре логора. Обојица су имали искуства у еутаназији хендикепираних у нацистичкој Немачкој. Они су развили систем којим су затвореници гушени издувним гасовима мотора који су цевима спровођени у гасне коморе. Три дрвене гасне коморе су биле маскиране као бараке и тушеви радног логора. Почеле су да раде 17. марта 1942. када је започела реализација Операције Рајнхард. У почетку су масовне егзекуције ишле споро због техничких проблема, а гомиле лешева сахрањених испод танког слоја земље су трулиле и надимале се, и тако избијале на површину. Овај проблем се у другим логорима елиминисао увођењем масовних кремација. Касније је изграђено 6 бетонских гасних комора које су могле истовремено да приме више од 1000 жртава. У децембру 1942. у логору је погубљена последња група логораша. Тиме је од Јевреја очишћена регија око Белзеца. Касније су замни остаци жртава ексхумирани и издробљени. Логор је растављен и његово подручје је пошумљено.
Археолошко истраживање логора Белзец обављено је 1997-1998. Комеморативни споменик на овом месту изграђен је 2004.